# Raymond Freymann
Raymond Freymann (* 30. Mai 1952 in Esch-sur-Alzette, Großherzogtum Luxemburg) ist ein luxemburgischer Ingenieur. Er ist seit 1996 für BMW tätig und war von 2003 bis 2011 Leiter der BMW Group Research and Technology.

## Leben
Raymond Freymann absolvierte 1970 das Lycée de Garcons in Esch-sur Alzette, Luxemburg. Sein Maschinenbaustudium absolvierte er an der Technischen Universität Braunschweig. Sein Ingenieurstudium absolvierte er 1976 mit Schwerpunkt Luft- und Raumfahrttechnik. Für seine Arbeit am Institut für Aeroelastizität des DLR in Göttingen erhielt er 1981 seinen Doktorgrad in Ingenieurwissenschaften an der Technischen Universität Braunschweig. Anschließend arbeitete er als Wissenschaftler am Flight Dynamics Laboratory der Wright Patterson Air Force Base in Dayton (Ohio). Seine Karriere bei der BMW Group begann 1986 als Leiter der Abteilung Strukturdynamik und Akustik im BMW Entwicklungs- und Innovationszentrum in München. Später wurde er zum Direktor der Abteilung Fahrzeugphysik und im Jahr 2000 zum Direktor der Fahrzeugforschung ernannt. Von 2003 bis 2011 leitete er die BMW Forschung und Technik GmbH.
Freymann erwarb seine Habilitation an der Technischen Universität München (TUM) im Jahr 2000 und wurde 2002 zum Honorarprofessor an der TU München ernannt.

## Technische Errungenschaften
Wichtige technische Errungenschaften waren die zahlreichen Beiträge zu fortschrittlichen aeroelastisch optimierten und aktiv gesteuerten Flugzeugkonfigurationen, die Entwicklung eines aktiv gedämpften Flugzeugfahrwerkssystems im Jahr 1985, ein neuartiger Ansatz zur Ableitung der verallgemeinerten Bewegungsgleichungen gekoppelter strukturell-akustischer Systeme im Jahr 1992 die Basis des kommerziellen Software-Codes CDH-VAO, die Pionierarbeit und Entwicklung des Testwerkzeugs für die holographische Modalanalyse (HOLOMODAL). 1994 wurde ein Abwärmerückgewinnungssystem für Verbrennungsmotoren entwickelt, der BMW-Turbosteamer im Jahr 2000. Die Entwicklung des Wasserstoff-Geschwindigkeitsrekordfahrzeugs BMW H2R folgte in 2004, der visionäre Ansatz für den zukünftigen Einsatz einer auf Wasserstoff basierenden Energieversorgungswirtschaft unter Verwendung von flüssigen organischen Hydriden (LOHC) als Kraftstoff im Jahr 2005.
Freymann war von 1981 bis 1996 in verschiedenen wissenschaftlichen und beratenden Ausschüssen tätig, darunter in der NATO-Beratergruppe für Forschung und Entwicklung in der Luft- und Raumfahrt (AGARD), dem American Institute of Aeronautics and Astronautics (AIAA) von 1987 bis 1991. die SAE International Society of Automotive Engineers (SAE) von 1998 bis 2001, die britische Institution of Mechanical Engineers (ImechE) von 1997 bis 2002, der Feldafinger Kreis in Deutschland von 2008 bis 2011, das Comité Von 2008 bis 2011 war er Vorsitzender der Recherche et de l'Innovation (CSRI) in Luxemburg. Von 2015 bis 2019 war er Vorsitzender des Aufsichtsrats von EIT Digital, einer Wissens- und Innovationsgemeinschaft (KIC) des Europäischen Technologieinstituts (EIT). Seit 2019 unterstützt er als Ehrenmitglied die Gesellschaft zur Förderung des Technologietransfers (GFFT) in Deutschland.

## Veröffentlichungen
Freymann hat mehr als 150 wissenschaftliche Publikationen in den technischen Bereichen Aeroelastizität, aktive Steuerungssysteme, Strukturdynamik, Servohydraulik, Prüfung und Instrumentierung, Akustik, Wasserstofftechnologie (CleanEnergy), Energiemanagement (EfficientDynamics) verfasst oder mitverfasst, ebenso zur Schnittstelle Mensch-Maschine, Fahrerassistenz und aktiver Sicherheit (ConnectedDrive).
- A Method for Determining the Aeroelastic Behavior of Aircraft with Active Control Systems. European Space Agency Technical Translation, ESA-TT-719, 1982. Doctor Thesis.
- Advanced Numerical and Experimental Methods in the Field of Vehicle Structural Acoustics. Hieronymus München, 2000, Habilitation Thesis.
- Holographic Modal Analysis, Laser in Research and Engineering, Springer Verlag Berlin, pp. 530–542, 1996
- Strukturdynamik – Ein anwendungsorientiertes Lehrbuch (Structural Dynamics – An Application Oriented Textbook). Springer Verlag, 2011,  . Lecture course given at the Technical University of Munich.
- Dynamic Interactions Between Active Control Systems and a Flexible Aircraft Structure. AIAA CP 864(1986), pp. 517–524; Journal of Guidance, Control, and Dynamics, Vol. 10, Nr. 5 (1987), pp. 447–452; Aeronautika Technika, UdSSR, July 1988, pp. 92–99.
- An Active Control Landing Gear for the Alleviation of Aircraft Taxi Ground Loads. Zeitschrift für Flugwissenschaften und Weltraumforschung, ZFW 11 (1987), Band 2, pp. 97–105.
- An Energetic Approach for Derivation of the Generalized Equations of Motion of Coupled Structural-Acoustic Systems. AIAA CP 942 (1994), pp. 1868–1880.
- The Turbosteamer: A System Introducing the Principle of Cogeneration in Automotive Applications. Motortechnische Zeitschrift, MTZ 05/2008, Jahrgang 69, pp. 404–412.
- Potentiale von alternativen Wasserstofftechnologien. VDI-Berichte: Innovative Fahrzeugantriebe, 2008, Vol. 2030, pp. 273–298.